# بخش نیسان
بخش نیسان یکی از بخش‌های شهرستان هویزه در استان خوزستان ایران است.

## جمعیت
براساس سرشماری مرکز آمار ایران در سال ۱۳۹۰، جمعیت بخش نیسان ۹۰۶۰ نفر بوده‌است.

## تقسیمات کشوری
- بخش نیسان  :
  - دهستان بنی صالح
  - دهستان نیسان

شهر : رفیع